# Grodziczno (gemeente)
De gemeente Grodziczno is een landgemeente in het Poolse woiwodschap Ermland-Mazurië, in powiat Nowomiejski.
De zetel van de gemeente is in Grodziczno.
Op 30 juni 2004 telde de gemeente 6213 inwoners.

## Oppervlakte gegevens
In 2002 bedroeg de totale oppervlakte van gemeente Grodziczno 154,27 km², waarvan:
- agrarisch gebied: 75%
- bossen: 14%

De gemeente beslaat 22,2% van de totale oppervlakte van de powiat.

## Demografie
Stand op 30 juni 2004:
| Omschrijving                   | Totaal | Totaal | Vrouwen | Vrouwen | Mannen | Mannen |
| ------------------------------ | ------ | ------ | ------- | ------- | ------ | ------ |
| eenheid                        | aantal | %      | aantal  | %       | aantal | %      |
| inwoners                       | 6213   | 100    | 3031    | 48,8    | 3182   | 51,2   |
| bevolkingsdichtheid (inw./km²) | 40,3   | 40,3   | 19,6    | 19,6    | 20,6   | 20,6   |

In 2002 bedroeg het gemiddelde inkomen per inwoner 1399,55 zł.

## Administratieve plaatsen (sołectwo)
Boleszyn, Grodziczno, Katlewo, Kowaliki, Kuligi, Linowiec, Lorki, Montowo, Mroczenko, Mroczno, Nowe Grodziczno, Ostaszewo, Rynek, Świniarc, Trzcin, Zajączkowo, Zwiniarz.
Plaatsen zonder de status sołectwo Białobłoty, Jakubkowo.

## Aangrenzende gemeenten
Brzozie, Kurzętnik, Lidzbark, Lubawa, Nowe Miasto Lubawskie, Lidzbark
- Virtual International Authority File: 311811697